# Mycale micracanthoxea
Mycale micracanthoxea är en svampdjursart som beskrevs av Buizer och van Soest 1977. Mycale micracanthoxea ingår i släktet Mycale och familjen Mycalidae.
Artens utbredningsområde är Nederländerna. Inga underarter finns listade i Catalogue of Life.